# 大蛇の長城
大蛇の長城（ウクライナ語：Змієві вали、ズミーイェヴィ・ヴァルィー）は、ウクライナ中部を流れるドニプロ川の支流（ローシ川、テーテリウ川、スーラ川など）沿いにある長い城壁。紀元前200年から1100年までの間に構築された。深い堀、高さ10m・広さ20mの大きな土塁と塀をあわせたもの。城壁はいくつかの地域に分かれており、不連続である。総長は約1000km。堀が南方の草原へ向いているので、北方の農耕民を南方の遊牧民の襲撃から守るために構築されたと考えられている。築城者は不明であるが、ゴート人説、スラヴ人説やルーシ人説など、様々な仮説が提出されている。
「大蛇の長城」という名は現地の民間呼称であり、キエフ大公国時代の伝説に基づいている。伝説によれば、クィルィーロ革師という勇士は大蛇に打ち勝ち、その大蛇を犂に繋いで土を耕し、大きな畔を作り、その畔は城壁になったという。大蛇は遊牧民を象徴し、畔は境界線を意味している。
現在、城壁の8割が破壊されているが、キエフ州、ポルターヴァ州、ジトーミル州などにおいて城跡が残っている。城壁の北部側には集落の遺跡が発見されている。